# Найкращі співанки
«Найкращі співанки — максі-сингл російської рок-групи «Елізіум», що містить п'ять пісень, виконаних українською мовою. «Найкращі співанки» був випущений 11 лютого 2011 року в честь першого концертного туру «Елізіуму» по Україні, який пройшов в лютому-березні цього ж року.
«Елізіум» записав максі-сингл «Найкращі співанки» на знак любові і приязні Україні, яку музиканти групи завжди шанували за її культуру, історію і архітектуру. За винятком україномовного вокалу Олександра Телехова, музичний ряд пісень максі-синглу взятий з альбому Greatest Hits. До виходу «Найкращі співанки» група вдавалася до української мови тільки раз, коли Телехов частково виконав українською пісню «Райдуга» з однойменного концертного альбому (її повна версія включена в максі-сингл). «Найкращі співанки» є першим музичним релізом, який виконаний і виданий російським виконавцем українською мовою.

## Відгуки та критика
З музичних оглядів максі-синглу «Найкращі співанки» українські критики оптимістично оцінили роботу «Елізіуму». Звертаючи увагу на те, що на момент випуску максі-синглу рух ска-панку (який музикознавці приписують творчості «Елізіуму») почав набирати обертів в Україні, інтернет-видання Music Wall поставило російський «Елізіум» в приклад молодим українським виконавцям. Music Wall і блог Zitch's Music Magazine позитивно оцінили рівень володіння вокаліста Олександра Телехова українською мовою, а також якість перекладу текстів пісень з мови оригіналу. 

## Список композицій
| #  | Назва       | Тривалість |
| -- | ----------- | ---------- |
| 1. | «Альпініст» | 2:46       |
| 2. | «Райдуга»   | 2:55       |
| 3. | «Сонце»     | 2:55       |
| 4. | «Цілий рік» | 2:45       |
| 5. | «Як Гоген»  | 3:08       |